# Cryptic Writings
Cryptic Writings (engl. für wörtl.: Kryptische Werke) ist das siebte Studioalbum der US-amerikanischen Metal-Band Megadeth. Es erschien im Juni 1997 auf Capitol Records. Stilistisch wird der Kurs von Countdown to Extinction und Youthanasia fortgesetzt, auf Thrash- und Speed-Songs wird verzichtet. Midtempo-Metal- und Rocksongs mischen sich mit einigen experimentelleren Stücken. Das Album erreichte als bisher letztes der Band in den USA Platinstatus.
Als Singles wurden Trust (vorab am 8. Mai 1997), Almost Honest (September 1997), Use the Man und A Secret Place (beide 1998) ausgekoppelt. Bis auf Use the Man gab es zu allen Singles Musikvideos.

## Entstehung
Dem Album Cryptic Writings ging eine Begegnung von Dave Mustaine und Ex-Giant-Gitarrist Dann Huff in Los Angeles voraus. Nach einer Jam-Session wurde Huff als Produzent für das Album verpflichtet. Da Huff in Nashville, Tennessee, lebte, wurde die Platte dort auch aufgenommen.

„Wir waren extrem gut vorbereitet und haben eine Menge Material in rund drei Monaten aufgenommen. Wir haben zunächst mal alles selbst mitgebracht, wovon wir dachten, daß wir’s vielleicht brauchen könnten und waren völlig sprachlos, als Dann dann sein gesamtes Equipment noch draufpackte. Wir dachten, wir sind in einem Musikgeschäft… Unglaubliche Schätze und Raritäten hat der Mann.“

## Songinhalte und Musikstil
Textlich sind weniger politische, als persönliche Betrachtungen enthalten. Mustaine sagte, er schreibe nun nicht mehr über die „teenage revolution“ und habe dies durch eine „brutale Ehrlichkeit“ ersetzt. So handelt der Song Use the Man, der mit einem Sample von Needles and Pins von den Searchers eingeleitet wird, von Drogenproblemen, laut Aussage Mustaines von einem Freund von ihm. Almost Honest handelt von Floskeln und Alltagslügen. Der Albumtitel bedeutet „Geheimschrift“ und bezieht sich auf die Redewendung „den Teufel an die Wand malen“. Teilweise werden Synthesizer verwendet. Anders als andere Thrash-Bands zu dieser Zeit (etwa Metallica mit Load) legte Mustaine aber ein klares Bekenntnis zum Metal ab:

„Vielleicht ist es heute gefährlicher, sich für seine Überzeugungen einzusetzen, als Heavy-Metal-Musiker zu seinem Image zu stehen und nicht zu sagen: Wir waren eigentlich nie so richtig Heavy Metal, wir waren schon immer alternativ...“

## Covergestaltung
Die erste Auflage des Albums erschien mit silbernem Coverartwork, alle folgenden mit einem schwarzen. Laut Aussage Dave Mustaines wurde dies bewusst gemacht, um ein „Sammlerstück“ zu schaffen.

## Titelliste
1. Trust – 5:11
2. Almost Honest – 4:03
3. Use the Man – 4:36
4. Mastermind – 3:49
5. The Disintegrators – 2:50
6. I’ll Get Even – 4:24
7. Sin – 3:06
8. A Secret Place – 5:29
9. Have Cool, Will Travel – 3:28
10. She-Wolf – 3:36
11. Vortex – 3:38
12. FFF – 2:38
13. Trust (Spanish Version) *
14. Evil That’s Within *
15. Vortex (Alternate Version) *
16. Bullprick *

Die mit * bezeichneten Stücke sind Bonusstücke der Wiederveröffentlichung von 2004. FFF bedeutet Fight for Freedom.

## Rezeption
Cryptic Writings erhielt durchschnittliche bis gute Kritiken. Jon Wiederhorn nannte die Platte im Rolling Stone ein „packendes, hochenergetisches Album, das Metallica-Fans begeistern sollte, die sich über Load ereiferten.“ Er bewertete es mit 3,5 von fünf Punkten. Auf allmusic.com schrieb Stephen Thomas Erlewine, Megadeth klängen besser, wenn sie Thrash spielten, die Band wirke auf Cryptic Writings ermüdet. Hierzu trage auch die glatte Produktion bei. Er vergab zweieinhalb von fünf Sternen. Wolfgang Schäfer, Mitarbeiter des Rock Hard, vergab acht von zehn Punkten. Er sah in der „trocken und steril“ wirkenden Produktion einen „Hang zum Perfektionismus“ dokumentiert. Die Band mache jedenfalls „jedenfalls keine Gefangenen“ und spiele „klassischen 'Deth-Metal, wie ihn die Fans hören wollen.“

## Chartplatzierungen
| ChartsChartplatzierungen       | Höchstplatzierung | Wochen |
| ------------------------------ | ----------------- | ------ |
| Deutschland (GfK)              | 22 (6 Wo.)        | 6      |
| Österreich (Ö3)                | 30 (5 Wo.)        | 5      |
| Schweiz (IFPI)                 | 45 (5 Wo.)        | 5      |
| Vereinigtes Königreich (OCC)   | 38 (2 Wo.)        | 2      |
| Vereinigte Staaten (Billboard) | 10 (29 Wo.)       | 29     |